# Нікколо Антонеллі
Нікколо Антонеллі (італ. Niccolò Antonelli; 23 лютого 1996, Каттоліка, Італія) — італійський мотогонщик, переможець кількох етапів чемпіонату світу з шосейно-кільцевих мотоперегонів серії MotoGP в класі Moto3. У сезоні 2016 виступає в класі Moto3 в складі команди «Ongetta–Rivacold» під номером 23.

## Кар'єра

### MotoGP
Сезон 2015 став для Ніколло проривом — він здобув дві перемоги (у Чехії та Японії), додавши до них ще два подіуми (двічі третій у Великій Британії та Сан Марино), що дозволило йому зайняти п'яте місце загального заліку.

### Статистика виступів у MotoGP

#### В розрізі сезонів
| Сезон | Клас  | Команда                  | Мотоцикл       | Гонки | Пер | Под | ПП | НК | Очки | Місце |
| ----- | ----- | ------------------------ | -------------- | ----- | --- | --- | -- | -- | ---- | ----- |
| 2012  | Moto3 | San Carlo Gresini Moto3  | FTR Honda      | 16    | 0   | 0   | 0  | 0  | 77   | 14    |
| 2013  | Moto3 | GO&FUN Gresini Moto3     | FTR Honda      | 13    | 0   | 0   | 0  | 0  | 47   | 17    |
| 2014  | Moto3 | Junior Team GO&FUN Moto3 | KTM RC250GP    | 18    | 0   | 0   | 1  | 0  | 68   | 14    |
| 2015  | Moto3 | Ongetta–Rivacold         | Honda NSF250RW | 18    | 2   | 4   | 2  | 2  | 174  | 5     |
| 2016  | Moto3 | Ongetta–Rivacold         | Honda NSF250RW | 17    | 1   | 1   | 1  | 0  | 25   | 17    |
| 2022  | Moto2 | Mooney VR46 Racing Team  | Kalex          | 20    | 0   | 0   | 0  | 0  | 0    | 36    |

Примітка: * — сезон триває, дані наведено станом на після закінчення 1 етапу з 18.